# Antonio Scotti

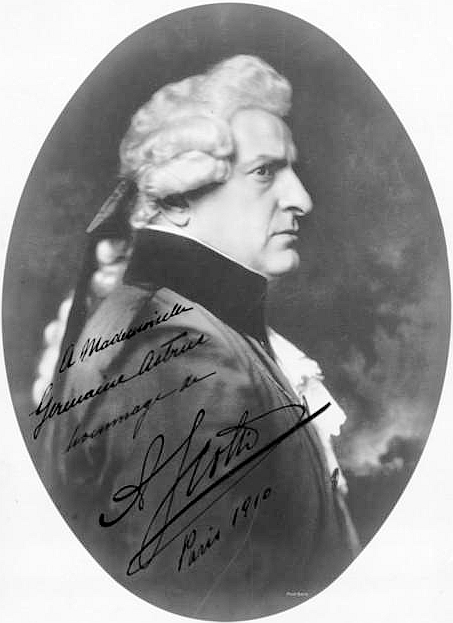
Antonio Scotti, 1910

Antonio Scotti (* 25. Januar 1866 in Neapel; † 26. Februar 1936 ebenda) war ein italienischer Sänger (Bariton).

## Leben und Wirken
Scotti hatte Gesangsunterricht bei Esther Trifari-Paganini und Vincenzo Lombardi. 1889 debütierte er am Opernhaus von Malta als Amonasro in Giuseppe Verdis Aida. Nach Auftritten an verschiedenen italienischen Opernhäusern sang er 1898 an der Mailänder Scala den Hans Sachs in Wagners Oper Die Meistersinger von Nürnberg.
Mit der Titelrolle in Mozarts Don Giovanni debütierte Scotti 1899 an der Metropolitan Opera in New York, der er bis 1933 verbunden blieb. Als Interpret der Belcanto-Arien Donizettis wurde er ein Publikumsliebling an der Met, und neben dem Standardrepertoire für Opernbaritone wie Rigoletto, Malatesta, Belcore, Iago, Falstaff, Marcello und Sharpless sang er auch viele Rollen in amerikanischen Premieren von Opern wie Francesco Cileas Adriana Lecouvreur, Ermanno Wolf-Ferraris Le donne curiose, Umberto Giordanos Fedora, Franco Leonis L'Oracolo und Isidore de Laras Messaline.
Bereits 1899 trat Scotti erstmals an der Covent Garden Opera in London auf (in der Titelrolle des Don Giovanni). 1900 sang er den Scarpia in der Londoner Uraufführung von Giacomo Puccinis Tosca, 1905 den Sharpless in Madama Butterfly. Ab 1910 trat er regelmäßig an der Covent a Opera auf. Das New England Conservatory of Music wählte ihn 1917 zum Ehrenmitglied der Musikergesellschaft Phi Mu Alpha Sinfonia. 1919 gründete er die Scotti Opera Company, mit der er mehrere Jahre durch die USA tourte. Der 25. Jahrestag seines Engagements an der Met wurde 1924 mit einer Galavorführung der Tosca begangen. Bei seiner Abschiedsvorstellung an der Metropolitan Opera sang er den Chim-Fen in Franco Leonis L'Oracolo.